# Gastón Liendo
Gastón Ricardo Liendo (Rosario, 29 maggio 1974) è un ex calciatore argentino, di ruolo centrocampista.

## Carriera
Ha giocato nella massima serie del campionato argentino con varie squadre.